# Sh2-38
Sh2-38 (associata a vdB 114) è una piccola nebulosa a emissione visibile nella costellazione del Sagittario.
Si individua nella parte nordoccidentale della costellazione, a circa un grado ad ovest della brillante Nube stellare del Sagittario (M24). Il periodo più indicato per la sua osservazione nel cielo serale ricade fra giugno e novembre; trovandosi a declinazioni moderatamente australi, la sua osservazione è facilitata dall'emisfero australe.
Si tratta di una regione H II situata sul Braccio del Sagittario alla distanza di circa 2200 parsec (circa 7200 anni luce) dal sistema solare. Sh2-38 in senso stretto corrisponde alla parte settentrionale dell'oggetto e consiste in una nube di gas ionizzato; la sua parte meridionale appare invece illuminata dalla luce della stella HD 165811, una supergigante blu di classe spettrale B8/B9Ib e una magnitudine apparente pari a 10,26 ed è catalogata come vdB 114. Nella nebulosa sono attivi dei processi di formazione stellare, come si evince dalla presenza di alcune sorgenti di radiazione infrarossa, fra le quali spicca IRAS 18060-1816, e da alcune sorgenti di onde radio.
Se la stima di 2200 parsec è corretta, Sh2-38 sarebbe fisicamente legata all'associazione OB Sagittarius OB4, assieme alle vicine nubi Sh2-40, Sh2-41 e Sh2-42.